# Javne (nádraží)
Javne (hebrejsky: יבנה) je železniční stanice na železniční trati Tel Aviv-Aškelon v Izraeli.
Leží v centrální části Izraele v pobřežní nížině, v nadmořské výšce cca 30 metrů. Je situována na jižní okraj města Javne v ulici Sderot ha-Acma'ut (dálnice číslo 42), respektive na boční komunikaci ha-Mejsav. Přímo před stanicí se rozkládá městská tržnice. Na jih odtud už začíná volná, zemědělsky využívaná krajina. 1 kilometr na západ leží vesnice Ben Zakaj.
Stanice leží na historické trase železniční trati, kterou v úseku Haifa-Lod-Káhira zprovoznily už roku 1919 britské mandátní úřady. Trať byla po roce 1948 přerušena novými politickými hranicemi a po delší dobu nesloužila pro osobní přepravu. Nynější železniční stanice byla otevřena roku 1992. Je obsluhována autobusovými linkami společnosti Egged. Jsou tu k dispozici parkovací místa pro automobily.